# Breaking Through
Pour plus de détails, voir Fiche technique et Distribution.
Breaking Through (aussi connu en Europe sous le titre Breaking Dance) est une comédie musicale dramatique américaine écrite et réalisée en 2015 par John Swetnam.

## Synopsis
Casey est une fille qui a toujours voulu devenir une danseuse célèbre, mais qui n'a jamais eu la moindre chance. Elle crée une chaîne YouTube et publie des vidéos de danse et des tutoriels pour enseigner la chorégraphie, devenant rapidement un grand succès. La jeune fille est introduite dans le monde des célébrités et dans la culture Internet, donnant des interviews et apparaissant à la télévision. Mais Casey découvre que la célébrité a un prix et que l'envie se poursuit, ne pas pouvoir faire confiance même à ses vieux amis.

## Fiche technique
- Réalisation : John Swetnam
- Genre : Drame[1]
- Date de sortie : 2015

## Distribution
- Sophia Aguiar : Casey McNamara
- Robert Roldan : Drew
- Jordan Rodrigues : J. J.
- Julie Warner : Anna
- Shaun Brown : Phillip
- Les Twins : Larry and Laurent Jordan
- Lindsey Stirling : Phelba
- Taeko McCarroll : Michelle
- Jay Ellis : Quinn
- Taylor Locascio : Megan
- McCarrie McCausland : Nick
- Bruna Marquezine : Roseli
- Marissa Heart : Tara
- Marcus Emanuel Mitchell : Bryson Chase
- Anitta : Herself